# Tel Zavdon
Tel Zavdon (hebrejsky: תל זבדון, arabsky: Zebed) je pahorek o nadmořské výšce 94 metrů v severním Izraeli.
Leží na jižním okraji zemědělsky využívaného Jizre'elského údolí, cca 10 kilometrů jihojihozápadně od města Afula, na jižním okraji vesnice Ram On. Má podobu nevýrazného, převážně odlesněného návrší, které vystupuje z okolní rovinaté krajiny. Po jeho západní straně prochází vádí Nachal Zavdon. Pahorek leží jen několik desítek metrů od Zelené linie, která odděluje Izrael od Západního břehu Jordánu.